# John Thain
 (octobre 2017).
Si vous disposez d'ouvrages ou d'articles de référence ou si vous connaissez des sites web de qualité traitant du thème abordé ici, merci de compléter l'article en donnant les références utiles à sa vérifiabilité et en les liant à la section « Notes et références ».
John Thain (né le 26 mai 1955) était le dernier président et chef de la direction de Merrill Lynch avant sa fusion avec Bank of America. Il a été désigné pour devenir président de la banque mondiale, des valeurs mobilières et de la gestion de patrimoine à la nouvelle société, mais a démissionné le 22 janvier 2009. Ken Lewis, PDG de Bank of America, aurait forcé Thain à démissionner après plusieurs controverses, telles que les pertes à Merrill Lynch qui se sont révélées beaucoup plus importantes que celles estimées précédemment, et l'attribution de gros bonus. 
Il est actuellement membre du conseil d'administration d'Uber nommé par l'ancien chef de la direction d'Uber, Travis Kalanick, le 29 septembre 2017.

## Carrière
Avant son arrivée à Merrill, Thain avait été PDG du New York Stock Exchange de janvier 2004 à décembre 2007,. Il a également travaillé chez Goldman Sachs en tant que chef de sa division de titres hypothécaires de 1985 à 1990 et président et co-président opérationnel de la banque de 1999 à 2004. Thain aurait été l'un des finalistes de la tête de Citigroup. Merrill Lynch et Citigroup ont cherché de nouveaux dirigeants après le départ soudain de leurs anciens PDG après la performance décevante au troisième trimestre de 2007 en raison de la crise des prêts hypothécaires à risque. Thain a arrangé la vente de Merrill à Bank of America à 29 $ par action, une prime de 70 pour cent par rapport au prix du marché. La transaction a été évaluée à 50 milliards de dollars}.